# Kelvin Batey
Kelvin Batey, né le 9 mai 1981 à Warsop, est un coureur cycliste britannico-irlandais. Spécialiste du BMX, il a notamment remporté plusieurs médailles aux mondiaux entre 1999 et 2007,. Après avoir remporté ses principaux succès pour la Grande-Bretagne, il représente l'Irlande à partir de 2011.

## Palmarès en BMX

### Championnats du monde
- Vallet 1999
  -  Médaillé de bronze du BMX juniors
  - 4e du BMX cruiser juniors
- Paris 2005
  -  Médaillé d'argent du BMX cruiser
- Victoria 2007
  -  Médaillé de bronze du BMX cruiser

### Coupe du monde
- 2010 : 66e du classement général

### Championnats de Grande-Bretagne
- Champion de Grande-Bretagne de BMX (8) : 2003, 2004, 2005, 2006, 2007, 2008, 2009 et 2010